# Fidele Zunftbrüder

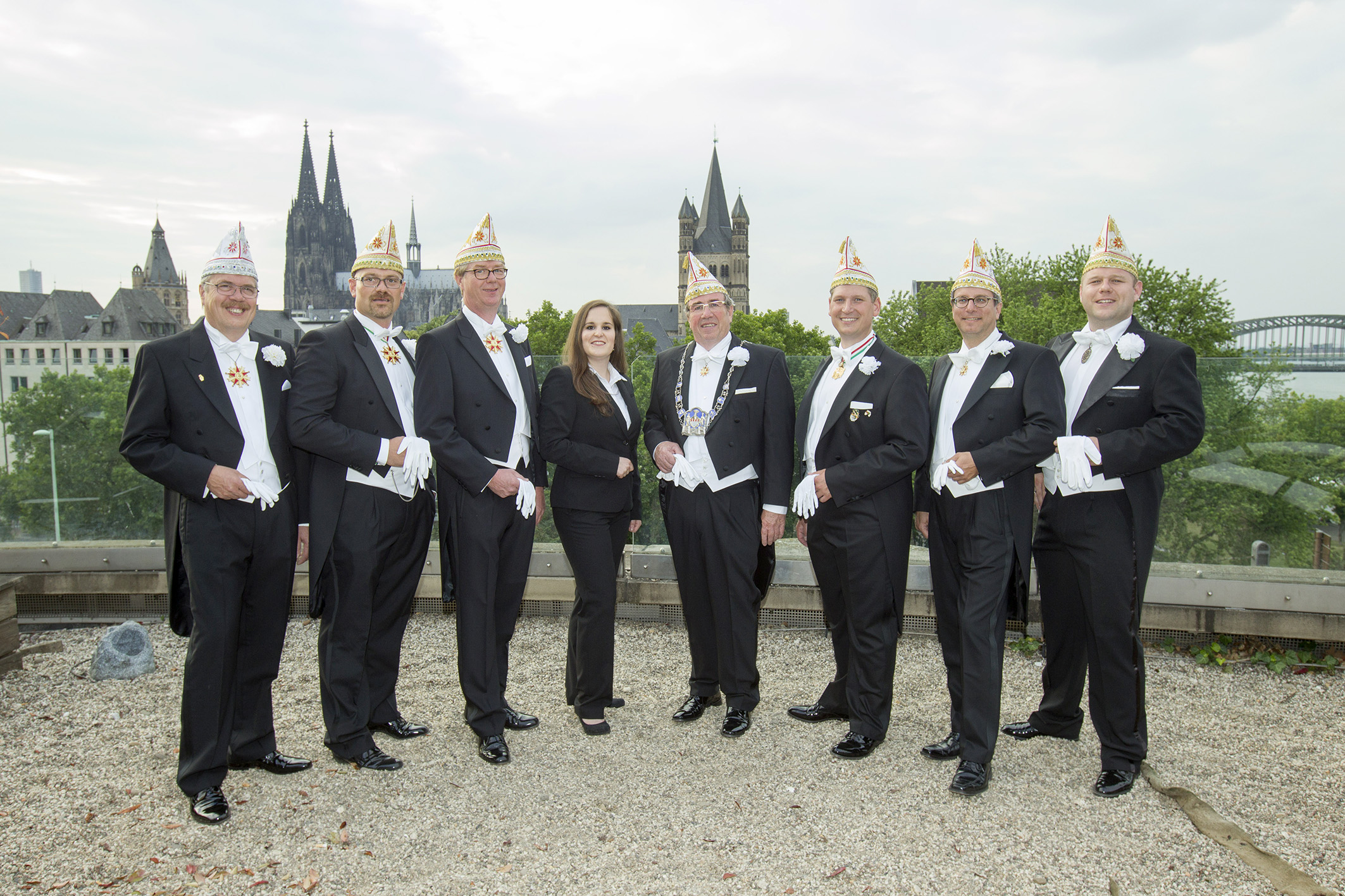
Der Vorstand im Jahr 2018 v. l. Senatspräsident Bruno Grimbach; Dirk Finkernagel; Geschäftsführer Peter Esser; Schatzmeisterin Johanna Stolz; Präsident Theo Schäfges; Vizepräsident Ingo Pohlkötter; Ratspräsident Markus Stoffel; Literat Dirk Finkernagel.

Die Kölner Karnevalsgesellschaft „Fidele Zunftbrüder“ von 1919 e. V. ist eine Traditionsgesellschaft im Kölner Karneval und ordentliches Mitglied im Festkomitee Kölner Karneval sowie Mitglied in den Dachverbänden Bund Deutscher Karneval und Rheinische Karnevals-Korporationen (RKK).

## Geschichte
1914 schlossen sich in der Gaststätte „Marienbildchen“ (Näschelsgasse am Rheinauhafen) 22 Handwerker und Kaufleute zum Stammtisch „Mir loße uns nit“ zusammen. Nach dem Ersten Weltkrieg war nur noch einer von ihnen übrig: Christian Förster, der den Stammtisch 1919 wieder neu ins Leben rief. Noch im selben Jahr wurde in dieser Runde die Kölner Karnevalsgesellschaft Fidele Zunftbrüder gegründet.
Als Symbol führten die Zunftbrüder den Schalksnarr auf dem Kölner Wappen. In der rechten Hand hält er ein Weinglas zum Zeichen der Freude und in der linken die Pritsche zum Zeichen der Narretei. Zum ersten Präsidenten wurde Heinz Schumacher gewählt, der bis 1927 das Zepter führte. Ihm folgten Peter Reinartz, Karl Leonhard und Christian Pontz.
Die ersten Damen der Gesellschaft traten 1936 anlässlich der Prunksitzung mit dem „Holzschuhtanz“ auf. Von 1937 bis 1944 lenkte Wilhelm Emmerich die Geschicke der Gesellschaft. Am 11. November 1946 fand die erste karnevalistische Veranstaltung nach Ende des Zweiten Weltkriegs im Agnes Saal statt. Im Jahr darauf wurde das Tanzcorps „Schusterjungen“ gegründet und zum Aushängeschild der Gesellschaft.
1954 wurde der ehemalige Tanzoffizier und Senator Hans Mehren zum Präsidenten gewählt und führte die Gesellschaft 28 Jahre lang. 1964 die Zunft zog in die Flora. Zum 50-jährigen Jubiläum 1969 stellte der Verein zwei Festwagen im Kölner Rosenmontagszug. 1974 führte die Zunft  unter der Leitung von Hans Mehren durch die „Die lachende Sporthalle“, eine der größten Karnevalssitzungen in Köln. 1979 wurde der „Große Rat“ gegründet, der 1986 an der Steubenparade in New York teilnahm.
1989 kamen Prinz und Jungfrau des Kölner Dreigestirns aus der Karnevalsgesellschaft Fidele Zunftbrüder, die im selben Jahr 70-jähriges Jubiläum feierte. 1990 traf der Sturm den Rosenmontagszug, und 1991 fielen alle Umzüge wegen des Golfkriegs aus. 1995 wurde die Tanzgruppe  „Zunft-Müüs“ geboren und von Oberbürgermeister Norbert Burger mit „Kölnisch Wasser“ in der Flora getauft. Biggi Fahnenschreiber hatte die Choreografie und Otto Scheibelreiter die Musik geschrieben. 1999 fuhr der Vorstand auf Einladung von Gerhard Schröder ins Bundeskanzleramt.
2004 starb „die Stimme Kölns“, Präsident der Fidelen Zunftbrüder und Radiomoderator Burk Mertens, der die Zunft in 15 Jahren auf vielen Sitzungen und Veranstaltungen repräsentiert hatte.
2006 kam die „Zunft-Müss“ mit einem Europarekord beinahe ins Guinness-Buch der Rekorde als Tanzgruppe, die über 3250 Meter hinweg getanzt hatte. Der Eintrag scheiterte jedoch an einem Formfehler.
2015 wurde Theo Schäfges zum Präsidenten gewählt und eine „Kindersitzung“ ins Leben gerufen. 2017 wurde Jürgen Oberbörsch zum Ehrenpräsidenten ernannt. Im selben Jahr fuhr die damalige SPD Generalsekretärin und spätere Bundesjustizministerin Katarina Barley auf dem Festwagen der Fidelen Zunftbrüder im Schusterjungenkostüm mit. 2018 wurde die Bürgermeisterin Elfi Scho-Antwerpes auf dem Wagen der Zunftbrüder begrüßt.
Erstmalig in einer Kölner Gesellschaft wurde 2018 ein Damengremium, die Zunft-Schätzjer, gegründet, an deren Spitze die Präsidentin Ira Stoffel und als Vize Anke Müller die Regentschaft führen. Denn seit 1823 saß stets ein Mann auf dem Präsidentenstuhl des Kölner Elferrats.
Die Gesellschaft veranstaltet jedes Jahr mehrere große Prunksitzungen und zwei weitere Veranstaltungen im Kölner Karneval: das „Kleine Prinzenessen“ und die Kneipensitzung „Selvs jemaat“, bei der ein abendfüllendes karnevalistisches Programm ausschließlich von Mitgliedern der Gesellschaft gestaltet wird. Am Kölner Rosenmontagszug nehmen die Fidelen Zunftbrüder mit einem eigenen Wagen, einer Fußgruppe und dem Musikzug teil.

### Jahreshauptversammlung 2025 & Neuwahl
Am 11. Juni 2025 fand im Pfarrsaal St. Pius in Köln-Zollstock die ordentliche Jahreshauptversammlung statt. Theo Schäfges, seit 2015 Präsident, trat nach zehn Jahren nicht mehr zur Wiederwahl an – die Mitglieder verabschiedeten ihn mit stehenden Ovationen; außer ihm traten auch Vizepräsident René Weber und Geschäftsführer Peter Esser nicht mehr an. 
Im Rahmen der Neuwahlen wurde Markus Stoffel einstimmig zum neuen Präsidenten gewählt. Er war war über zehn Jahre in der Gesellschaft als Präsident des Großen Rates aktiv. Weiterhin wurden zu neuen Vorstandsmitgliedern: Jens Vennemann (Vizepräsident) und Bruno Grimbach (Geschäftsführer) einstimmig gewählt. Schatzmeister Franz Fuchs wurde in seinem Amt bestätigt und wiedergewählt. 

## Gremien
Der Senat besteht aus Männern, die sich um den Verein verdient gemacht haben. Er trägt zur Förderung und Erfüllung der satzungsgemäßen Zwecke und des Gesellschaftslebens des Vereins bei. Seit 2025 ist Martin Költjes Senatspräsident.
Der Große Rat besteht aus Männern, die den Verein unterstützen und sich um den Verein und um das Kölner Brauchtum besonders verdient gemacht haben. Präsident ist seit 2025 René Weber.
Das Damengremium Zunft-Schätzjer besteht aus Frauen, die den Verein unterstützen und sich um das Kölner Brauchtum verdient gemacht. Präsidentin ist seit der Gründung im Jahr 2018 Ira Stoffel.

## Tanzgruppe

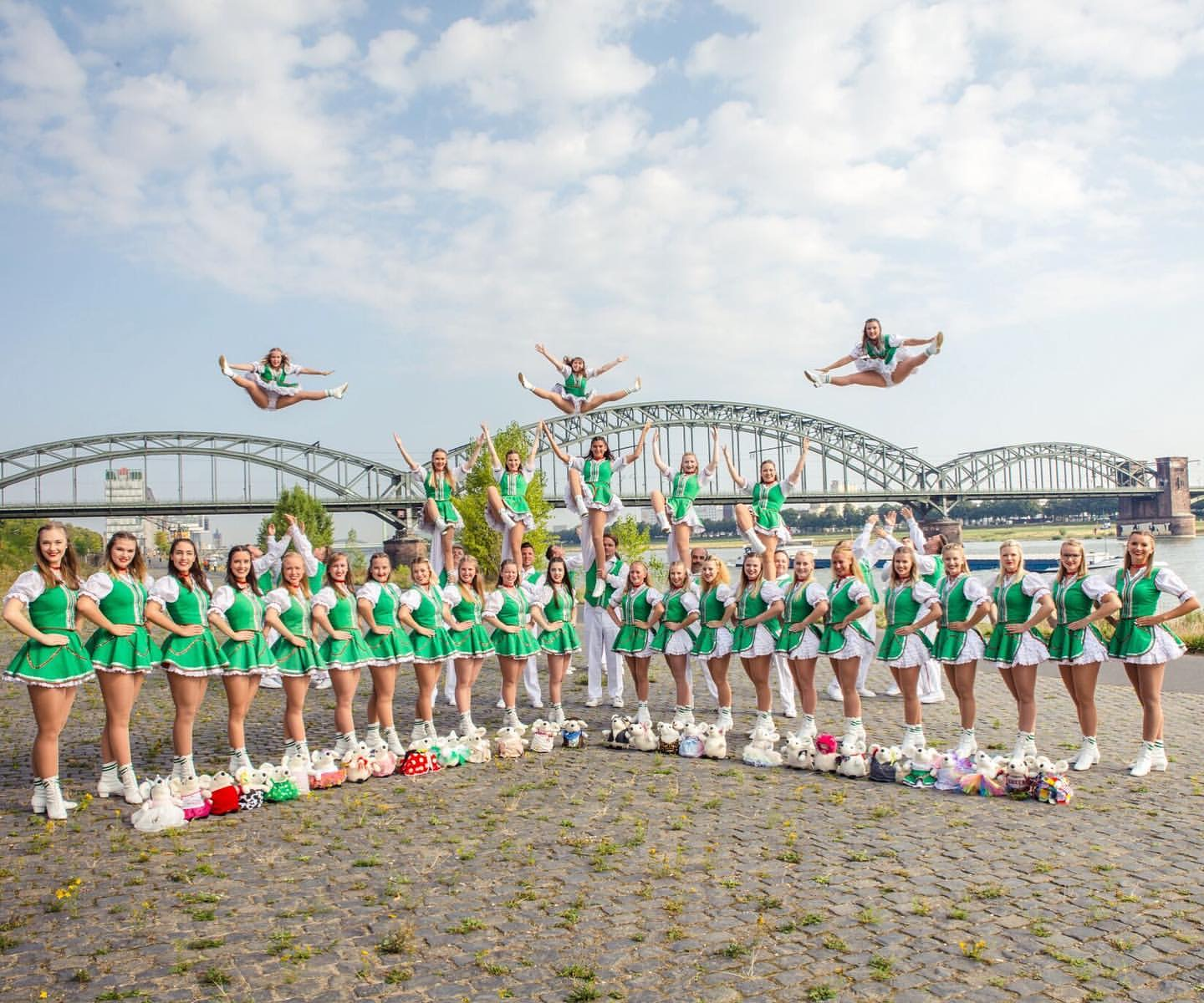
Tanzgruppe Zunft-Müüs

Die erste Tanzgruppe der Fidelen Zunftbrüder wurde 1947 als Schusterjungengruppe gegründet und bestand ausschließlich aus männlichen Tänzern, einschließlich des Mariechens. Erstes Tanzmariechen war Theo Ries. Wegen Tänzermangels wurden seit 1968 auch Frauen in die Tanzgruppe aufgenommen. Die erste gemischte Tanzgruppe bestand bis 1977 und wurde aus finanziellen Gründen und aus Mangel an Mitgliedern aufgegeben.
Am 6. November 1995 wurden die Zunft-Müüs im Beisein des damaligen Oberbürgermeister Norbert Burger und des damaligen Festkomitee-Präsidenten Hans-Horst Engels gegründet. Die Tanzgruppe besteht aus 45 Tänzerinnen und Tänzern. Die Zunft-Müüs absolvieren jedes Jahr zwischen 60 und 80 Auftritte im Kölner Karneval, dem Rheinland wie auch in anderen Regionen Deutschlands und dem benachbarten Ausland. Kommandant der Tanzgruppe ist David Vercek. Das Tanzpaar der Session 2023/2024 besteht aus den beiden 27-jährigen langjährigen Mitgliedern der Tanzgruppe Annika Strunk und Chris Höller. Sie lösen damit das langjährige Tanzpaar der Gesellschaft Ariane (geb. Windheuser) und Michael Gasper ab, welche ihre Tanzsportkarriere nach der Session 2022/2023 beendet haben.

## Orden und Ehrenauszeichnungen
Seit 1927 verleiht die Gesellschaft den alljährlichen Sessionsorden. Des Weiteren werden besonders verdiente Karnevalisten mit dem Verdienstorden in verschiedenen Abstufungen geehrt. Eine Besonderheit ist der seit 1991 verliehene Damenorden. Seit dem Jahr 2017 ernennt der Vorstand der Gesellschaft besondere Künstler im Rahmen zum „Ehrenschusterjungen“. Die pro Session nur einmal vergebene Auszeichnung, wird in der Regel im Rahmen einer Saalveranstaltung auf der Bühne nach dem Auftritt eines Künstlers, zu dessen Überraschung, verliehen.
Ehrenschusterjungen.
- 2017: Guido Cantz (Moderator + Comedian)
- 2018: Marc Metzger (Deutscher Komiker)
- 2019: Bernd Stelter (Moderator und Comedian)
- 2020: Marita Köllner (Sängerin)
- 2021–2022: Keine Auszeichnungen wegen der Covid-19-Pandemie
- 2023: Fred van Halen (Bauchredner)
- 2024: Martin Schopps (Büttenredner)
- 2025: Christoph Kuckelkorn (Präsident Festkomitee Kölner Karneval)

Neben den „prominenten“ Ehrenschusterjungen ehrt der Verein seit vielen Jahrzehnten zudem besondere oder verdiente Mitglieder des Vereins mit einer Ehrenmitgliedschaft.  Zu den Ehrenmitgliedern der Fidelen Zunftbrüder zählen:
Ehrenmitglieder der Fidelen Zunftbrüder
- Hans-Georg Ahlbach (Ehrenpräsident des Großen Rates)
- Reinhold Fuhr (Produktionsleiter des ZDF)
- Ernst-Ludwig Hebel (Ehrenratsherr der Zunftbrüder)
- Karlheinz Jansen † (Ne Tröötemann)
- Marita Köllner (Et fussich Julche)
- Samy Orfgen (Schauspielerin)
- Hans Sender (Ehrenratsherr der Zunftbrüder)
- Willi Wilden (von den 3 Colonias)
- Wilfried Wiltscheck (Physiotherapeut der Tanzgruppe)
- Wolfgang Bosbach (Politiker)
- Wolfgang Nagel (Moderator)
- Ralf Schlegelmilch (Präsident der Willi Ostermann Gesellschaft)
- Elfi Scho-Antwerpes (ehemalige Bürgermeisterin der Stadt Köln)
- Achim Kaschny (Präsident der KG Schnüsse Tring)
- Heinz-Günther Hunold (Präsident der Roten Funken Köln)
- Bläck Fööss (Mundart-Musikgruppe)
- Florian Sitte (Präsident des Mainzer Carneval Clubs 1899 e.V. (MCC)
- Henrik Große Perdekamp (Direktor Maritim Hotel Köln)
- Biggi Depenheuer-Fahnenschreiber (Tanztrainerin)